# Xavier Noël
Xavier Noël (* 11. Juli 1976 in Les Abymes, Guadeloupe) ist ein ehemaliger französischer Amateurboxer im Weltergewicht. Der siebenfache Französische Meister und mehrfache Turniersieger gewann 2001 die Mittelmeerspiele in Tunesien sowie 2004 die Silbermedaille bei den Europameisterschaften in Kroatien. Ebenfalls 2004 vertrat er sein Heimatland bei den Olympischen Sommerspielen in Griechenland.

## Boxkarriere
Er wurde in den Jahren 1999 und 2000 jeweils Französischer Vizemeister, nachdem er in beiden Finalkämpfen gegen Hussein Bayram unterlag. 2001, 2002, 2003, 2004, 2005, 2007 und 2008 wurde er schließlich Französischer Meister, wobei er unter anderem Ihsan Lahmar, Karim Bettaibi, Jaoid Chiguer, Salim Larbi, Nabil Bouneb, Edmond Mebenga, Cédric Vitu und Jean-Bernard Vandenbussche besiegte. 2009 erreichte er bei den Französischen Meisterschaften die Bronzemedaille, nachdem er im Halbfinale gegen Adriani Vastine verlor.
Medaillengewinne bei internationalen Großereignissen
- September 2001: 1. Platz bei den 14. Mittelmeerspielen in Tunis, u. a. Siege gegen Juan Manuel Barreda aus Spanien und Sami Khelifi aus Tunesien.
- Juni 2003: 2. Platz bei den 1. EU-Meisterschaften in Straßburg, Siege gegen Kariam Ysopov aus Belgien, Nikolajs Grisunins aus Lettland und Mirosław Nowosada aus Polen, Finalniederlage gegen Bülent Ulusoy aus der Türkei
- Februar 2004: 2. Platz bei den 35. Europameisterschaften in Pula, Finalniederlage gegen Oleg Saitow aus Russland
- Juli 2005: 2. Platz bei den Mittelmeerspielen in Almería, Siege gegen Ait Hammi Miloud aus Marokko und Borna Katalinić aus Kroatien, kampfloser Ausstieg im Finale.
- Juni 2007: 2. Platz bei den 5. EU-Meisterschaften in Dublin, Sieg gegen Diego di Luisa aus Italien, Zarif Radu aus Rumänien und Adem Kılıççı aus der Türkei, Finalniederlage gegen Roy Sheahan aus Irland
- Juni 2008: 3. Platz bei den 6. EU-Meisterschaften in Cetniewo, Sieg gegen Ferman Muzaffer aus der Türkei, Halbfinalniederlage gegen Billy Joe Saunders aus England

Weitere Teilnahmen bei internationalen Großereignissen
- Juni 2001: 11. Weltmeisterschaften in Belfast, Niederlage in der Vorrunde gegen Batirkschan Dschaksibajew aus Kasachstan (4:5)
- Juli 2002: 34. Europameisterschaften in Perm, Sieg gegen Zoran Mitrović aus Jugoslawien, Niederlage im Achtelfinale gegen Timur Gajdalow aus Russland
- Juli 2003: 12. Weltmeisterschaften in Bangkok, Niederlage in der zweiten Vorrunde gegen Schersod Husanow aus Usbekistan
- August 2004: 28. Olympische Sommerspiele in Athen, Niederlage in der zweiten Vorrunde gegen Viktor Poljakow aus der Ukraine (25:33)
- November 2005: 13. Weltmeisterschaften in Mianyang, Sieg gegen Aliasker Baschirow aus Turkmenistan, Niederlage in der zweiten Vorrunde gegen Andrei Balanow aus Russland
- Mai 2006: 4. EU-Meisterschaften in Pécs, Sieg gegen Michele Cirillo aus Italien, Niederlage im Viertelfinale gegen Bülent Ulusoy aus der Türkei
- November 2007: 14. Weltmeisterschaften in Chicago, Niederlage in der Vorrunde gegen Baqyt Särsekbajew aus Kasachstan
- Dezember 2008: Weltcup in Moskau, Niederlage im Viertelfinale gegen Dilschod Machmudow aus Usbekistan

Auswahl internationaler Turnierergebnisse
- März 1999: 3. Platz bei der 17. Trophäe Italien in Italien (Halbfinalniederlage gegen Sergei Dotsenko, Olympiazweiter von 2000)
- November 2000: 2. Platz beim 21. Kopenhagen Cup in Dänemark
- Juni 2002: 1. Platz beim 4-Nationen-Turnier in Frankreich (u. a. Siege gegen Sebastian Zbik und Timothy Bradley)
- März 2005: 1. Platz beim 22. Feliks Stamm Turnier in Polen
- Oktober 2006: 1. Platz beim 25. Box-Am-Turnier in Spanien
- Mai 2007: 3. Platz beim 35. Chemiepokal in Deutschland (Halbfinalniederlage gegen Jack Culcay-Keth)
- April 2009: 1. Platz beim 28. Gee-Bee-Turnier in Finnland